# Kozanki Podleśne
Kozanki Podleśne – wieś w Polsce położona w województwie łódzkim, w powiecie łęczyckim, w gminie Świnice Warckie.
W latach 1975–1998 miejscowość administracyjnie należała do województwa konińskiego.
W pobliżu miejscowości znajduje się Miejsce Obsługi Podróżnych (MOP Kozanki) dla jadących Autostradą A2 w kierunku Poznania.

## Zespół dworski
Według rejestru zabytków Narodowego Instytutu Dziedzictwa na listę zabytków wpisane są obiekty:
- zespół dworski, poł. XIX w., nr rej.: 411/153 z 28.12.1988:
  - dwór
  - park

Wybudowany w 1. połowie XIX wieku przez szlachecką rodzinę Wągrowieckich. Po II wojnie światowej teren podległy dworkowi ulegał stopniowej parcelacji. Obecnie obiekt uległ znacznej dewastacji i popadł w ruinę. Dwór murowany wzniesiony w stylu klasycystycznym, jednokondygnacyjny. 